# Vulturii Textila Lugoj
Vulturii Textila Lugoj war ein rumänischer Fußballverein aus Lugoj, Kreis Timiș. Er spielte eine Saison in der höchsten rumänischen Spielklasse, der Divizia A.

## Geschichte
Vulturii Lugoj (deutsch Adler) wurde im Jahr 1920 gegründet. In den 1920er-Jahren spielte der Verein in der regionalen Meisterschaft des Banats, ehe er sich im Jahr 1934 für die neu gegründete Divizia B (heute Liga II) qualifizieren konnte. Dort trat er unter seinem neuen Namen Vulturii Textila Lugoj an – benannt nach der Textilindustrie in der Stadt. In der Divizia B spielte der Verein bereits in der ersten Saison in der Spitzengruppe seiner Staffel mit, verpasste aber zunächst den Aufstieg.
Das Jahr 1937 wurde zum erfolgreichsten der Vereinsgeschichte. Zunächst erreichte Vulturii nach Siegen gegen Mureșul Târgu Mureș und Sportul Studențesc Bukarest das Viertelfinale um den rumänischen Pokal, wo der Klub gegen den Erstligisten Juventus Bukarest ausschied. Anschließend schaffte er im Sommer 1937 den Aufstieg in die höchste Spielklasse, die Divizia A. Dabei profitierte er davon, dass die Liga in diesem Jahr von 12 auf 20 Mannschaften aufgestockt wurde, so dass ein dritter Platz in der Staffel West hinter Phoenix Baia Mare und Jiul Petroșani ausreichend war. Nach nur einer Spielzeit stieg der Klub jedoch postwendend wieder ab, da die Divizia A im Jahr 1938 wieder auf zwölf Vereine reduziert wurde.
Nach dem Abstieg konnte Vulturii nicht an die erfolgreichen Jahre anknüpfen. Bis zur Unterbrechung des Ligenbetriebs aufgrund des Zweiten Weltkrieges im Jahr 1941 spielte der Verein in der Divizia B und konnte sich stets im Mittelfeld platzieren. Nach Wiederaufnahme des Spielbetriebs nach Kriegsende stieg der Klub aus der Divizia B ab und konnte sich auch in deren Unterbau, der Divizia C, nur eine Spielzeit halten, da sie zu Beginn des Jahres 1949 aufgelöst wurde.
Vulturii Textila spielte fast zwanzig Jahre lang in den regionalen Ligen des Kreises Timiș, ehe dem Verein im Jahr 1968 die Rückkehr in die Divizia C gelang. Dort konnte er sich in den Spitzengruppe festsetzen und stieg nach einem zweiten Platz in der Saison 1969/70 im Jahr 1971 in die Divizia B auf. Nach dem sofortigen Abstieg folgte im Jahr 1973 der Wiederaufstieg. In der Saison 1973/74 hielt Vulturii die Klasse, musste aber im Jahr 1975 den Gang in die Divizia C antreten.
In den folgenden Jahren verpasste der Verein die Rückkehr in die Divizia B und fand sich in der Saison 1981/82 erstmals im Abstiegskampf wieder. Am Ende der Spielzeit 1982/83 musste er die Liga verlassen. Schon ein Jahr später gelang der Wiederaufstieg. Unter seinem neuen Namen CSM Lugoj (Clubul Sportiv Muncitoresc; deutsch Arbeitersportklub) spielte er schon im ersten Jahr um den Aufstieg in die Divizia B mit. Im Jahr 1986 verpasste er diesen als Zweitplatzierter hinter Minerul Paroșeni knapp. Nach einem Mittelfeldplatz 1986/87 landete CSM im Jahr 1989 erneut auf dem zweiten Platz hinter Vagonul Arad und verpasste erneut den Aufstieg.
Im Jahr 1989 änderte der Klub seinen Namen wieder in Vulturii Lugoj und stieg ein Jahr später als Erster seiner Staffel in die Divizia B auf, musste aber schon 1991 wieder absteigen. Nach drei Jahren in der Spitzengruppe und dem jeweils verpassten Aufstieg fiel Vulturii in der Saison 1994/95 in den Abstiegskampf zurück. Während der Saison 1995/96 wurde der Verein vom Spielbetrieb ausgeschlossen und musste absteigen.

## Erfolge
- Aufstieg in die Divizia A: 1937
- Aufstieg in die Divizia B: 1971, 1973, 1990
- Pokal-Viertelfinale: 1937